# Wilhelmina Slater
Wilhelmina Vivian Slater er en fiktiv person fra tv-serien Ugly Betty

## Biografi
Wilhelmina arbejder på Mode Magazine, som kreativ redatør. Hun er rimelig strid og gør hvad der passer hende.
Hun er ude efter Daniel Meades job, som chefredaktør. Men Bradford Meade vil ikke give hende det, så hun går andre veje. 
Alexis Meade siges at være død, men Wilhelmina ved, hvor hun er, og de laver en udspekuleret plan. Alexis skal overtage Daniels plads og så ville hun gøre Wilhelmina til chefredaktør. På samme tid får de også sat Bradford i fængsel, beskyldt for at have myrdet Fey Summers, Modes tidligere chefredaktør og Bradfords elskerinde. Men det går ikke som hun regner med, for Daniel og Alexis bliver venner. 
Hun er datter af en senator. Som yngre blev hun smidt ind og ud af kostskoler. Det samme gør hendes datter Nico. Hun er blev så følelseskold pga. sin far som også var kold og meget streng.